# Abaria puru
Abaria puru är en nattsländeart som beskrevs av Schmid 1982. Abaria puru ingår i släktet Abaria och familjen Xiphocentronidae. Inga underarter finns listade i Catalogue of Life.